# Pont amont
Pont amont (Cây cầu ở thượng lưu) là một cây cầu bắc ngang qua sông Seine thuộc địa phận Paris, Pháp. Đây là cây cầu trên cùng ở phía thượng lưu sông Seine thuộc địa phận Paris. Cây cầu này nối liền kè Ivry (thuộc quận 12) với kè Bercy (thuộc quận 13).
| Métro Paris | Bến tàu điện ngầm: Porte de Charenton hoặc Cour Saint-Émilion |

## Lịch sử
Pont amont được xây dựng từ năm 1967 đến năm 1969 như là một phần của tuyến đường vành đai Paris. Cầu này hoàn toàn chỉ dành cho ô tô và không có tên chính thức, amont (ở thượng lưu) để chỉ vị trí của cây cầu. Với chiều dài 270 m, đây là cây cầu dài thứ 2 ở Paris, sau công trình ở đầu kia sông Seine, Pont aval. 